# Hymenostylium recurvirostrum
Hymenostylium recurvirostrum là một loài Rêu trong họ Pottiaceae. Loài này được (Hedw.) Dixon mô tả khoa học đầu tiên năm 1933.

## Hình ảnh

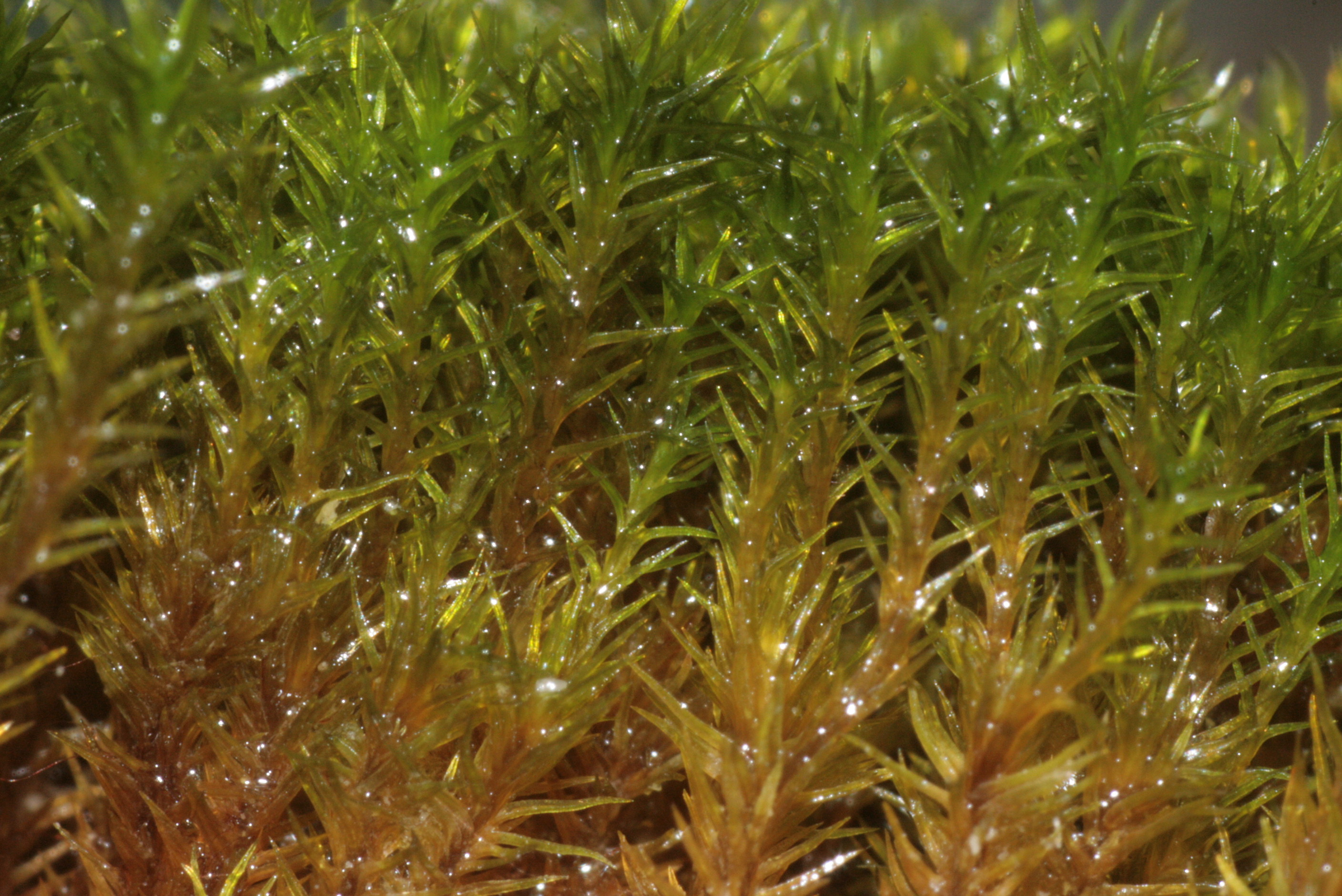
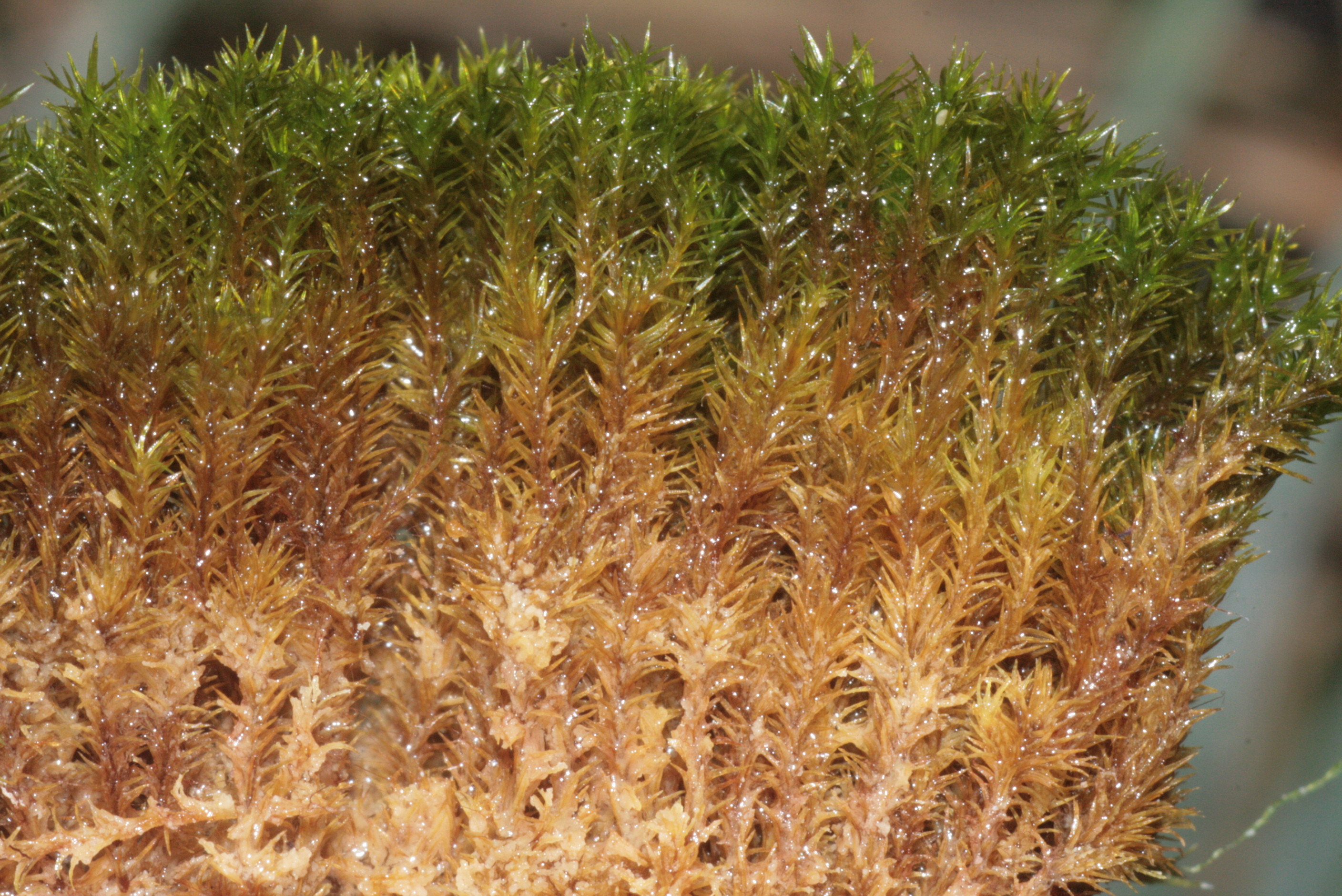
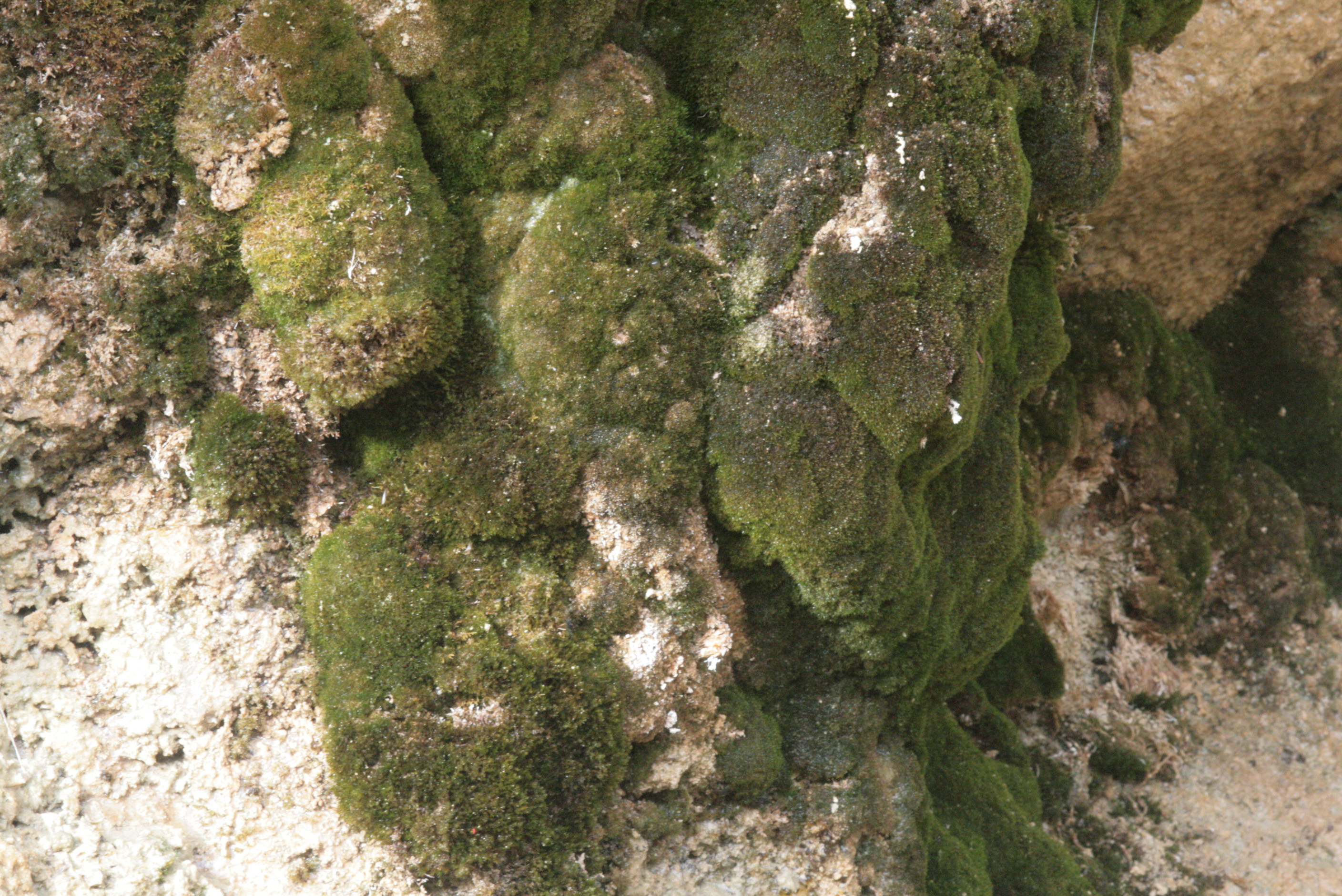
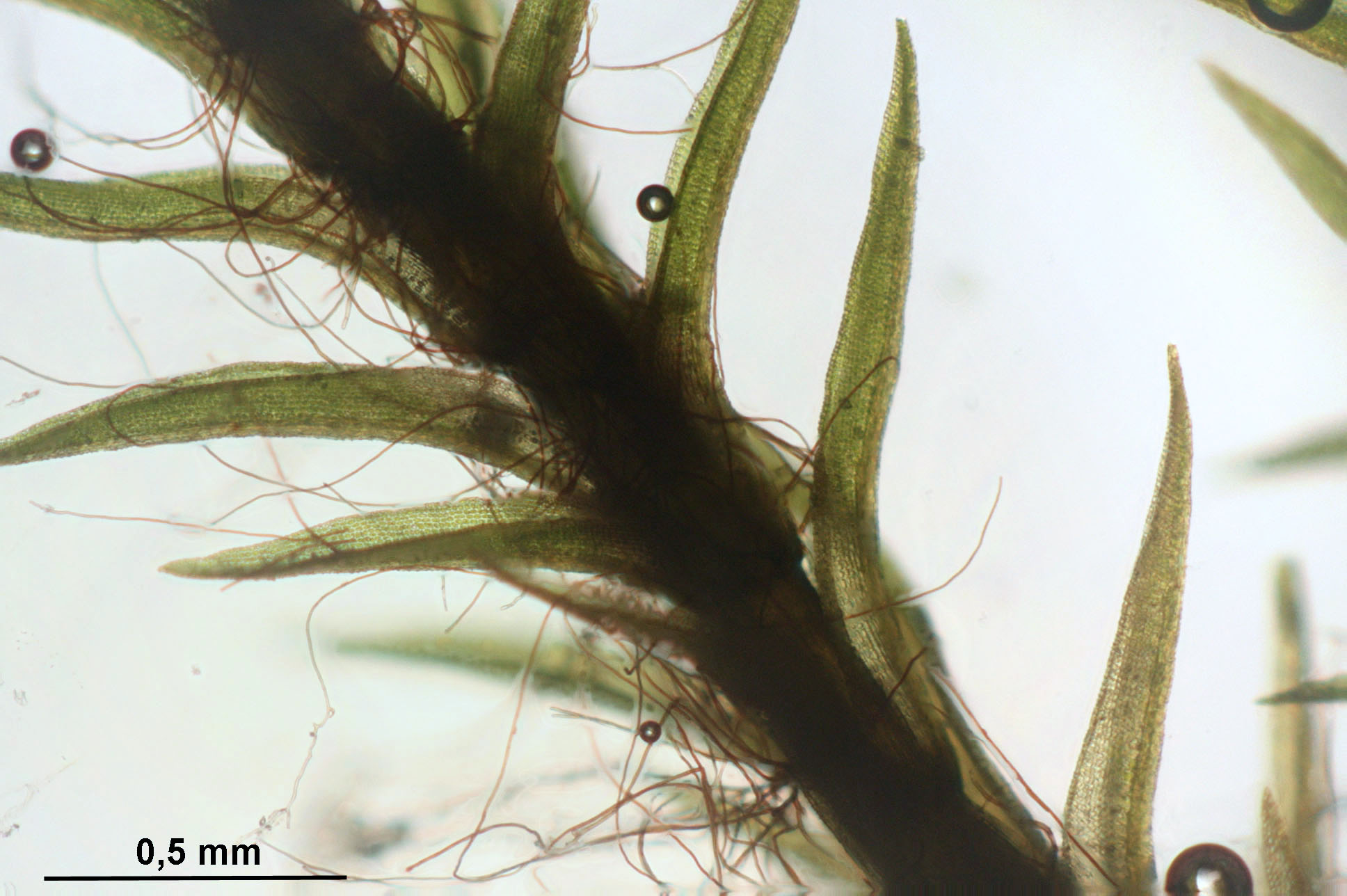